# Silvestridia solomonis
Silvestridia solomonis är en urinsektsart som först beskrevs av Imadaté 1960.  Silvestridia solomonis ingår i släktet Silvestridia och familjen lönntrevfotingar. Inga underarter finns listade i Catalogue of Life.